# دنبان مرسييري
دنبان مرسييري (الاسم العلمي:Brachypodium mercieri) هو نوع غير مؤكد من النباتات يتبع جنس الدنبان من الفصيلة النجيلية.